# Dysdera incertissima
Dysdera incertissima là một loài nhện trong họ Dysderidae.
Loài này thuộc chi Dysdera. Dysdera incertissima được J. Denis miêu tả năm 1961.